# Copaxa cineracea
Copaxa cineracea är en fjärilsart som beskrevs av Rothschild 1895. Copaxa cineracea ingår i släktet Copaxa och familjen påfågelsspinnare. Inga underarter finns listade i Catalogue of Life.